# بلدة سمرفيلد (مقاطعة مونرو)
سمرفيلد، مقاطعة مونرو (بالإنجليزية: Summerfield Township, Monroe County, Michigan)‏ هي بلدة تقع بولاية ميشيغان في الولايات المتحدة. تبلغ مساحتها 109.7 (كم²)، وترتفع عن سطح البحر 207 م، بلغ عدد سكانها 3233 نسمة في عام تعداد الولايات المتحدة 2000 حسب إحصاء مكتب تعداد الولايات المتحدة وتصل الكثافة السكانية فيها 29.6 نسمة/كم2.

## وصلات خارجية
- The US50 - Cities and Towns in Michigan State
- Michigan Cities and Towns, Facts, Map, Flag, Colleges, Government, and More